# Минх, Алексей Алексеевич
Алексей Алексеевич Минх (5 августа 1904 года, Саратов, Российская империя — 23 ноября 1984 года, Москва, СССР) — советский гигиенист, академик АМН СССР (1969), заслуженный деятель науки РСФСР (1963).

## Биография
Родился 5 августа 1904 года в Саратовской губернии в семье саратовского врача, учёного, педагога, организатора здравоохранения Алексея Петровича Минха.
В 1927 году — окончил медицинский факультет Саратовского университета, где ещё во время учёбы проявил глубокий интерес к гигиене.
После окончания ВУЗа продолжил обучение в аспирантуре на кафедре экспериментальной медицины, а та же санитарным врачом и заведующим эпидемическим отрядом Саратовского района.
В 1930 году — окончил аспирантуру и был назначен доцентом и исполняющим обязанности заведующего кафедрой общей гигиены после ухода в отставку В. А. Арнольдова.
В 1932 году перебрался в Ленинград, где начал работать ассистентом на кафедре общей гигиены 1-й Ленинградский медицинский института, а также руководил лабораториями гигиены в ленинградских ВУЗах.
В 1937 году — защитил докторскую диссертацию, тема: «Ионизационное состояние комнатного воздуха и его гигиеническое значение», а в 1938 году — была присвоена учёная степень доктора медицинских наук.
В 1939 году — присвоено учёное звание профессора.
В годы ВОВ — заведующий кафедрой гигиены питания 2-го Ленинградского медицинского института, после войны — заведующий кафедрой общей гигиены Московского медико-стоматологического института (1946—1984), Центрального института физкультуры (1947—1974).
В 1953 году — был избран членом-корреспондентом АМН СССР, а в 1969 году — академиком АМН СССР.
Умер 23 ноября 1984 году, похоронен на Ваганьковском кладбище Москвы.

## Научная деятельность
Специалист в области гигиены.
Автор более 230 работ, в том числе 15 монографий и 4 учебников, посвященных влиянию на здоровье человека ионизации воздуха и других физических факторов окружающей среды, включая экстремальные; исследованиям в области спортивной гигиены, проблемам физиологии и гигиены труда стоматологов и зубных техников.
Редактор редотдела «Гигиена» 2-го издания и ответственный редактор редакции отдела «Общая и коммунальная гигиена» в 3-м издании Большой медицинской энциклопедии, член редколлегии журнала «Вестник АМН СССР».
Под его руководством было подготовлено 17 докторов и 25 кандидатов медицинских наук.

### Сочинения
- Методы гигиенических исследований, М., 1954, 1971;
- Спортивная медицина, М., 1957, 1961 (совм, с др.);
- Ионизация воздуха и её гигиеническое значение, М., 1958, 1963;
- Гигиена, М., 1966 (совм, с др.);
- Основы общей и спортивной гигиены, М., 1972 (совм, с Малышевой И. Н.);
- Справочник по санитарно-гигиеническим исследованиям, М., 1973;
- Атмосферное электричество и медицина, Актовая речь, М., 1974;
- Очерки по гигиене физических упражнений и спорта, М., 1976;
- Гигиенические проблемы фторирования питьевой воды, М., 1979 (совм, с Габович Р. Д.).

## Награды
- Орден Ленина
- Орден Трудового Красного Знамени
- Заслуженный деятель науки РСФСР (1963)
- медали